# Musca annulata
Musca annulata är en tvåvingeart som först beskrevs av Franz Paula von Schrank 1781.  Musca annulata ingår i släktet Musca, ordningen tvåvingar, klassen egentliga insekter, fylumet leddjur och riket djur.
Artens utbredningsområde är Österrike. Inga underarter finns listade i Catalogue of Life.